# Шлемоносный турако
Шлемоносный турако (лат. Tauraco corythaix) — вид птиц рода турако семейства тураковых. Выделяют два подвида. Распространены в Южной Африке.

## Описание
Длина тела вместе с хвостом составляет 40—42 см. Голова, капюшон из перьев, шея, грудь и брюхо светло-зелёного цвета. Верхняя часть крыльев также светло-зелёные или немного темнее. Внешние части крыльев от синего до почти чёрного цвета. Спина и длинный хвост иссиня-чёрные. Клюв небольшой, толстый, оранжево-красного цвета. Под глазом проходит белая линия. Высокий зеленый гребень увенчан белым. Глаза карие, окружены тёмно-красным кольцом. Ноги серые.

## Распространение
Распространены в вечнозеленых лесах южной и восточной частей Южной Африки и Эсватини.